# クリュニーのユーグ

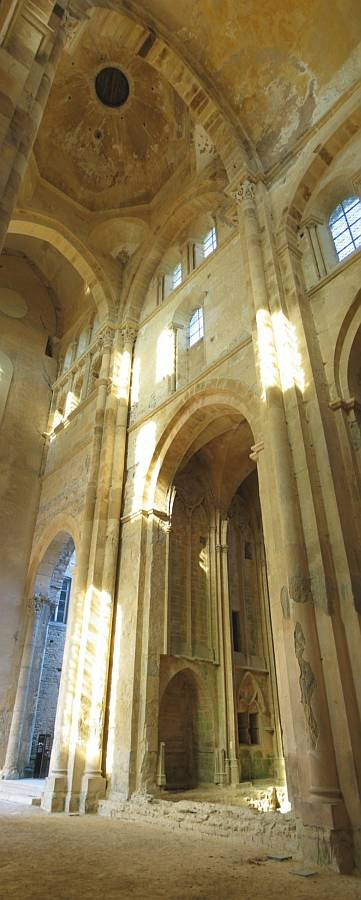
クリュニー修道院第三聖堂

クリュニーのユーグ（Hugues de Cluny, 1024年5月13日 - 1109年4月28日）もしくはユーグ・ル・グラン（Hugues le Grand）、ユーグ・ド・スミュール（Hugues de Semur）は、フランスのクリュニー修道院長で、中世初期の修道会を代表する最も権威的な人物の一人である。カトリック教会の聖人として崇拝されている。

## 生涯
スミュール卿ダルマス1世の長男であり、父はユーグが騎士になることを望んでいたが、本人はそれに従わず、勉学に勤しみ1037年にシャロン（フランス語版）のサンマルセル修道院に入った。15歳でクリュニー修道院に修道士として入り、1044年には同修道院で司祭に叙任され、24歳で修道院長となった。60年以上にわたってこの地位にとどまり、その間、ヨーロッパ各地のクリュニー修道会の教会を訪問した。1049年にはランス公会議に参加し、1050年、1059年、1063年にはローマの地方議会に出席、1072年にはヴォルムスの国会に参加した。
翌年、ユーグはカノッサにて教皇グレゴリウス7世と神聖ローマ皇帝ハインリヒ4世が対立した際、ハインリヒ4世の代父として「叙任権闘争」での調停役を務めた。しかし、成功には至らなかった。この逸話は有名である。

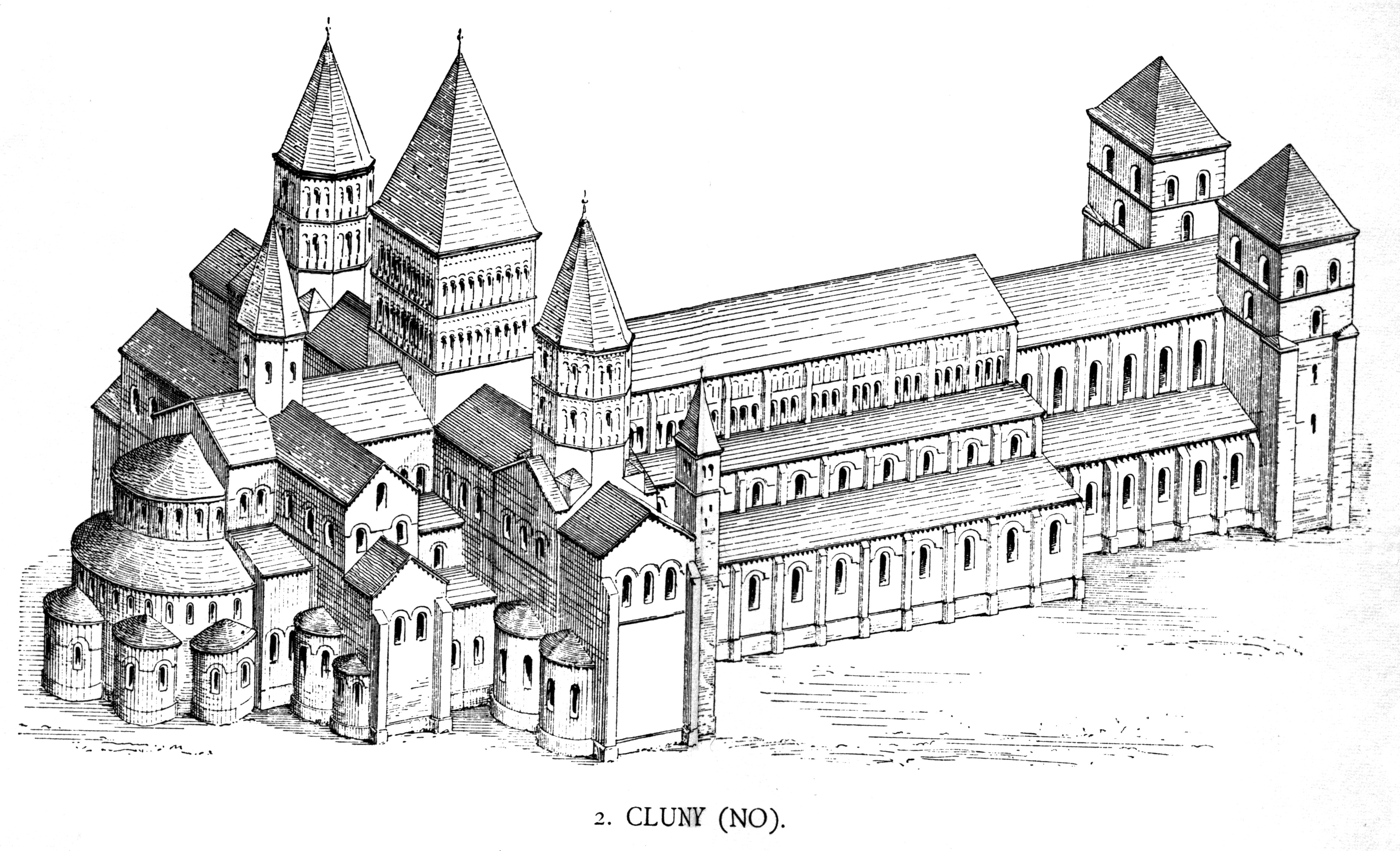
クリュニー修道院第三聖堂

修道院長がユーグの代であった頃、クリュニー修道院はその栄華を極め、またユーグは最も印象的とされるクリュニー修道院第三聖堂建設の責任者でもあった。この建築活動は、1053年から1065年にかけてカスティーリャ・レオン王国の摂政であったフェルナンド1世が制定した毎年の国勢調査によって賄われていた。
この資金は、1077年にアルフォンソ6世によって一度再確認され、1090年に再々確認された。この金額はフェルナンドが1,000オーレイ（aurei）とし、1090年にはアルフォンソ6世が倍にした。
クリュニー修道院にとって、この金額は王や平民から受け取った中で最も多額の年金であり、後にも先にもそれを超える額が受給されることはなかった。
アルフォンソ6世の国勢調査により、ユーグは1088年に第三の堂々とした修道院の聖堂（聖ペテロとパウロの聖堂、または「クリュニー修道院第三聖堂」）の建設に取り組むことができた。
クリュニー修道院第三聖堂は長さ187メートルのこの建物は、拝廊と5つの身廊、待合室と放射状の礼拝堂を備えた細長い聖歌隊席、二重の翼廊、5つの塔が設備されている。16世紀のバチカン市国にサン・ピエトロ大聖堂が再建されるまでは、ヨーロッパで最大の宗教建築物であった。
ユーグの修道院時代である1079年、フランス王フィリップ1世はパリのサン＝マルタン＝デ＝シャン修道会をクリュニー修道院に譲渡した。
ユーグは1109年4月29日にクリュニーにて85歳で永眠した。

## 信仰
1120年1月6日、クリュニーを訪れた教皇カリストゥス2世は修道僧達の要請でユーグを聖人とした。しかし、後1562年にユグノーにクリュニー修道院を略奪され、ユーグ含めた聖人達の遺体は焼かれて灰は風に撒かれてしまった。
『ローマ殉教記（英語版）』より："現在のフランス、ブルゴーニュ地方のクリュニーにおいて、61年間にわたってこの地の修道院を健全に治め、常に施しと祈りに専念し、修道院の規律の守護者であり、精力的に推進し、聖なる教会を熱心に管理し、宣教者であった修道院長、聖ユーグ。"
修道士（後のフラスカーティの枢機卿）パリのジル（フランス語版）は、ユーグの伝記『聖ユーグの人生（Vie de Saint-Hugues）』を書いている。